# Psi3 Aquarii
Título a ser usado para criar uma ligação interna é Psi3 Aquarii.
Psi3 Aquarii (95 Aquarii) é uma estrela tripla na direção da constelação de Aquarius. Possui uma ascensão reta de 23h 18m 57.65s e uma declinação de −09° 36′ 38.6″. Sua magnitude aparente é igual a 4.99. Considerando sua distância de 249 anos-luz em relação à Terra, sua magnitude absoluta é igual a 0.58. Pertence à classe espectral A0V.